# Telingana canescens
Telingana canescens är en insektsart som beskrevs av Buckton. Telingana canescens ingår i släktet Telingana och familjen hornstritar. Inga underarter finns listade i Catalogue of Life.